# Giovanni Colonna (Kardinal, um 1295)
Giovanni Colonna (* um 1295; † 3. Juli 1348 in Avignon) war als italienischer Kardinal des 14. Jahrhunderts ein Freund und Förderer Francesco Petrarcas.

## Leben
Giovanni Colonna war ein jüngerer Sohn von Stefano Colonna dem Älteren und Insula Calcedonio, somit ein Neffe des Kardinals Pietro Colonna († 1326). Er war u. a. Propst des Mainzer Domkapitels, Kantor am Domkapitel von Bayeux sowie Apostolischer Protonotar. Auf dem Konsistorium vom 18. Dezember 1327 wurde er von Papst Johannes XXII. zum Kardinaldiakon von Sant’Angelo in Pescheria ernannt. Er nahm am Konklave 1334 teil, der Wahl von Benedikt XII., sowie dem Konklave 1342, der Wahl von Clemens VI. Beim zweiten Konklave übernahm er die Führung der italienischen Kardinäle, die den Papst für eine Rückkehr nach Rom gewinnen wollten. Im gleichen Jahr wurde er zum Erzpriester der Lateranbasilika und der Kathedrale von Marseille (Sainte-Marie-Majeure) ernannt. Er gab wesentliche Impulse für die Entscheidung des Papstes, Franziskaner zur Mission nach Armenien zu schicken.
Giovanni Colonna war der Dienstherr und ein enger Freund Francesco Petrarcas, sowie der Dienstherr des flämischen Musiktheoretikers Lodewijk Heyligen (Ludovicus Sanctus), der ebenfalls zum Freundeskreis Petrarcas gehörte. Er starb am 3. Juli 1348 in Avignon an der Pest.